# ناحیه تایلند شمالی

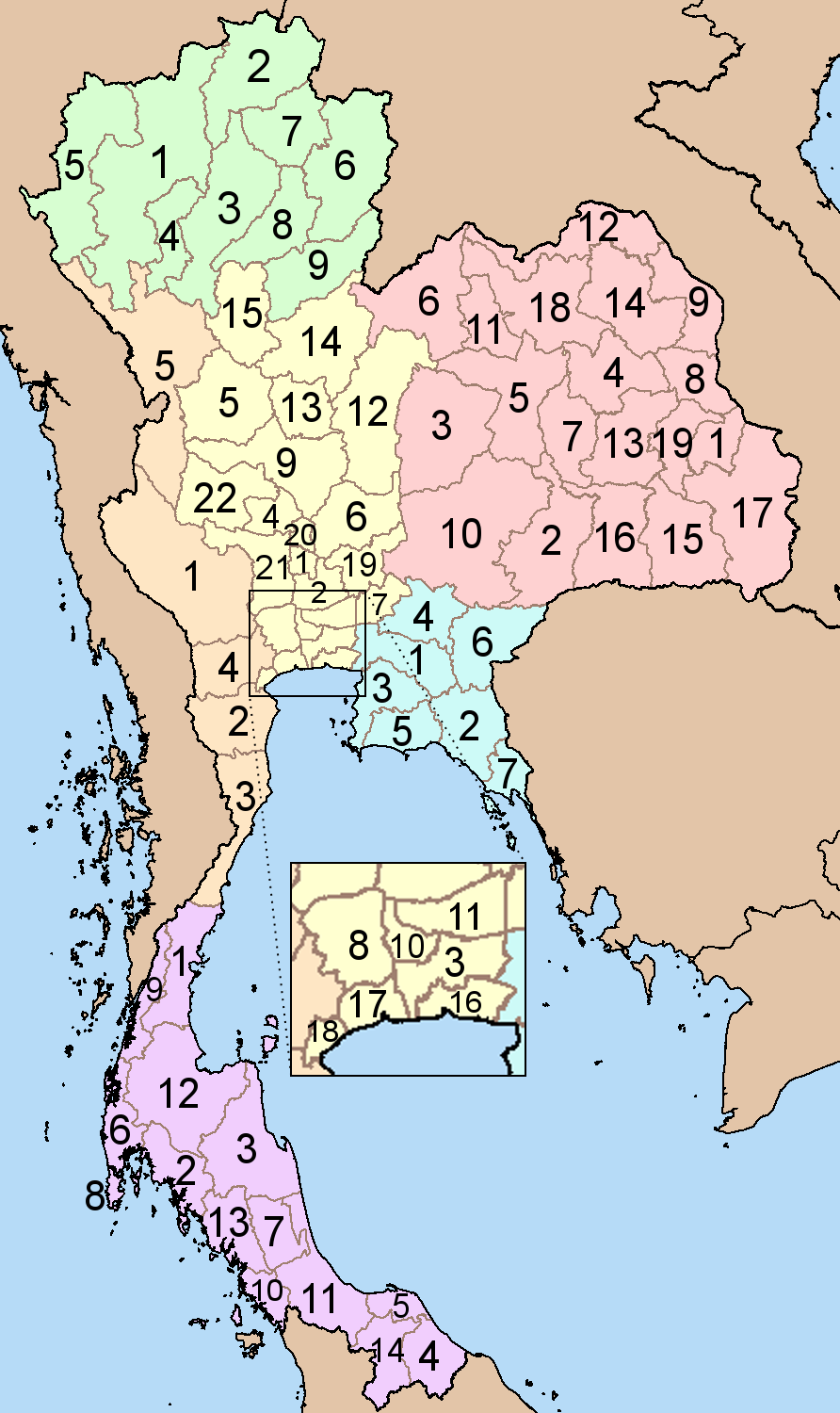
نقشهٔ تایلند و شش ناحیه. ناحیه شمال با رنگ سبز مشخص شده است.

ناحیه شمال تایلند یکی از شش منطقه جغرافیایی کشور تایلند است که بر اساس تقسیمات کشوری این کشور تعریف می‌شود .
منطقه شمال تایلند شامل ۹ استان به شرح زیر است:
1. چیانگ می
2. استان چیانگ ری
3. لامپانگ
4. لامفون
5. مای هونگ سون
6. نان
7. فایائو
8. فرای
9. اوتارادیت